# Gustaf Rosenqvist (jurist)
Gustaf Olof Rosenqvist, född den 27 april 1907 i Helsingborg, död den 8 mars 1980 i Ängelholm, var en svensk jurist.
Rosenqvist avlade juris kandidatexamen vid Lunds universitet 1931 och genomförde tingstjänstgöring 1931–1934. Han blev tillförordnad fiskal i hovrätten över Skåne och Blekinge 1935, assessor där 1944 och tillförordnad revisionssekreterare 1945. Rosenqvist var vice auditör vid Wendes artilleriregemente, Norra skånska infanteriregementet och  Skånska trängkåren 1942–1943 samt häradshövding i Gotlands domsaga 1948–1962 och i Södra Åsbo och Bjäre domsaga 1962–1970 samt lagman i Ängelholms tingsrätt 1971–1972. Han blev riddare av Nordstjärneorden 1951 och kommendör av samma orden 1966.